# Ruta Provincial 4 (Córdoba)

## Generalidades
La Ruta Provincial 4, es una carretera Argentina de jurisdicción provincial, ubicada en el sudeste de la provincia de Córdoba.
Su recorrido total es de aproximadamente 307 km, mayormente de asfalto. Como toda ruta cordobesa de jurisdicción provincial, su kilómetro cero se ubica en su extremo norte, y el extremo sur, alcanza el límite con su vecina: la Provincia de La Pampa.

Su trazado se ubica al oeste de la  RP 3  y al este de la extensa  RP 10 .

Junto a las antes nombradas, atraviesa en forma meridional la principal área agrícola de la provincia, facilitando el traslado de productos agrícolas, entre importantes localidades de la provincia, y enlazando tres de las principales rutas nacionales. Esto la lleva a tener una importante afluencia de tráfico.

## Localidades
A lo largo de sus poco más de 300 km, esta ruta atraviesa los centros urbanos que se detallan a continuación (los que figuran en itálica, son cabecera de departamento). Entre paréntesis, figuran los datos de población según censo INDEC 2010.
No se encontraron datos oficiales para las localidades con la leyenda s/d.
- Departamento General San Martín: Villa Nueva (19.362), Sanabria (77), Ausonia (1.133), La Laguna (1.524), Etruria (4.130), Santa Victoria (s/d),[3] Chazón (1.080).
- Departamento Juárez Celman: Santa Eufemia (2.417), Pedro Funes (s/d), Barreto (s/d), La Carlota (12.722), Pacheco de Melo (136).
- Departamento Presidente Roque Sáenz Peña: Ruiz Díaz de Guzmán (s/d), Fray Cayetano Rodríguez (s/d), Laboulaye (20.658), Melo (1.254).
- Departamento General Roca: Buchardo (1.795).

## Recorrido
|  |  | KBHFa |

|  | WASSERq | WBRÜCKE1 | WASSERq |  |

|  |  | BHF |

|  | CONTgq | KRWgr+r |  |  |

|  |  | KRWgl+l | CONTfq |  |

|  |  | BHF |

|  | WASSERq | WBRÜCKE1 | WASSERq |  |

|  |  | BHF |

|  | CONTgq | KRWgr+r |  |  |

|  |  | KRWgl+l | CONTfq |  |

|  |  | BHF |

|  |  | BHF |

|  |  | BHF |

|  | CONTgq | KRWgr+r |  |  |

|  |  | BHF |

|  |  | KRWgl+l | CONTfq |  |

|  |  | STR |

|  | GRZq | STR+GRZq | GRZq |  |

|  |  | STR |

|  |  | BHF |

|  |  | BHF |

|  |  | BHF |

|  | CONTgq | TBHF | CONTfq |  |

|  | WASSERq | WBRÜCKE1 | WASSERq |  |

|  |  | BHF |

|  | CONTgq | TEEeq |  |  |

|  |  | BHF |

|  |  | STR |

|  | GRZq | STR+GRZq | GRZq |  |

|  |  | STR |

|  | WASSERq | WBRÜCKE1 | WASSERq |  |

|  |  | BHF |

|  | WASSERq | WBRÜCKE1 | WASSERq |  |

|  |  | BHF |

|  |  | BHF |

| BAHN | RGCONTgq | SKRZ-GBUE | RGCONTfq |  |

|  | CONTgq | TBHF | CONTfq |  |

|  |  | BHF |

|  | CONTgq | TEEeq |  |  |

|  |  | STR |

|  | GRZq | STR+GRZq | GRZq |  |

|  |  | STR |

|  |  | BHF |

| BAHN | RGCONTgq | SKRZ-GBUE | RGCONTfq |  |

| CONTgq | ABZq+lr | SHI4gl+lq | CONTfq |  |

|  | tSTRa-m |

|  | tSTR |

| GRZq | tSTR+GRZq | GRZq |  |  |

|  | CONTf |

## Nota
1. ↑   El kilometraje fue tomado del amojonado en ruta. En caso de ausencia de los mismos, se calculó según información disponible en Internet, o verificación in situ .
2. ↑   Datos oficiales según Dirección de Estadísticas y censos del Gobierno de la Provincia de Córdoba, año 2010 Según datos INDEC